# Fungia spinifer
Espèce
Synonymes
- Cycloseris colini Claereboudt & Hoeksema, 1987

Statut CITES
Fungia spinifer est une espèce de coraux appartenant à la famille des Fungiidae.